# Jöran Orgellekare
Jöran Orgellekare var en svensk orgelbyggare och organist.

## Lista över orglar
- 1598 Sankt Laurentii kyrka, Söderköping. Byggde färdigt denna orgel.